# Шарданци
Шарданци је назив за малоазијске Сарде који су са другим поморским народима у 13. и 12. веку п. н. е. нападали обалу Египта. 
Победивши их на делти Нила, Рамзес II их је узео у службу и тиме увео стране најамнике у египатску војску, међу првим познатим у историји. Служили су и у египатским гарнизонима у Сирији. Истакли су се у бици код Кадеша и, касније, под фараоном Менептахом, учествовали су у бици против својих сународника кад су е поновно искрцали на делту Нила. 